# L'Écho de l'Ouest
L'Écho de l'Ouest était un journal hebdomadaire de langue française distribué au Minnesota (États-Unis).

## Histoire
Vers 1895, 70 000 canadiens français résident au Minnesota et dans les États voisins. Dans sa publication du 14 août 1896, le journal annonce avoir 5 000 abonnés. 
Le journal republie principalement des actualités du Canada mais partage aussi des articles sur la Louisiane et le Midwest.